# Discocalyx subsinuata
Discocalyx subsinuata är en viveväxtart som beskrevs av Herman Otto Sleumer. Discocalyx subsinuata ingår i släktet Discocalyx och familjen viveväxter. Inga underarter finns listade i Catalogue of Life.